# Choi Sang-mok
Choi Sang-mok (tiếng Hàn: 최상목; sinh ngày 7 tháng 6 năm 1963) là một chính trị gia người Hàn Quốc, ông giữ quyền tổng thống và thủ tướng của Hàn Quốc từ tháng 12 năm 2024 đến tháng 3 năm 2025, sau vụ Han Duck-soo bị luận tội. Ông rời nhiệm sở theo lệnh của Tòa án Hiến pháp để phục chức ông Han.